# 프랭크 란젤라
프랭크 란젤라(Frank Langella, 1938년 1월 1일 ~ )는 미국의 배우이다.

## 출연 작품
- 에디
- 데이브